# Blasco de Alagón el Viejo
Blasco de Alagón el Viejo o Blasco I de Alagona (?-Mesina, 1301) fue un noble valenciano de origen aragonés que inició la rama siciliana de Alagón, siendo llamados en italiano Alagona.

## Biografía
Sirvió a los reyes Pedro III de Aragón, Alfonso III de Aragón, Jaime II de Aragón y Federico II de Sicilia. Este último lo nombró conde de Mistretta en agradecimiento a sus servicios.
Acompañó a Pedro el Grande a Sicilia en 1282, después de las vísperas sicilianas, y fue nombrado capitán general de Sicilia. También fue uno de los que acompañó al rey al desafío de Burdeos de 1283. En 1285 formaba parte de las tropas del infante Alfonso de Aragón durante la campaña de conquista del reino de Mallorca de Jaime II de Mallorca. Posteriormente fue nombrado capitán general y lugarteniente de Jaime II de Aragón en Calabria, ganando la batalla de Montalto en 1291, y arrebatando el dominio de la región a los angevinos.
Rechazó los términos de la paz de Anagni (1295) y se pasó al servicio de Federico II de Sicilia a pesar de las prohibiciones de Jaime el Justo. Durante la guerra de las vísperas sicilianas derrotó a los angevinos en las batallas de Catanzaro (1297), pero fue derrotado en la batalla naval del cabo Orlando (1299). Consiguió nuevamente la victoria en la batalla de Falconara (1299) y en la de Gagliano (1300).
Murió en Mesina, debido a una enfermedad, en el año 1301.

### Orígenes familiares
Era hijo de Artal IV de Alagón y hermano de Artal V de Alagón.

### Nupcias y descendencia
Se casó con Beatriz de Suabia. De este matrimonio nació:
Blasco de Alagón el Joven.

### Citas
1. ↑  «ALAGÓN». Araldicasardegna (en italiano). Consultado el 14 de marzo de 2014.
2. ↑  «The Ancient and Noble House of d'Alagona». Maltagenealogy.com (en italiano). 2010. Archivado desde el original el 13 de abril de 2014. Consultado el 14 de marzo de 2014.
3. ↑  Mango di Casalgerardo, A. «Nobiliario di Sicilia» (en italiano). Consultado el 14 de marzo de 2014.
4. ↑  Diccionari biogràfic: A-C (en catalán). Albertí. 1966. p. 484. Consultado el 14 de marzo de 2014.
5. ↑  Zurita, Jerónimo (1985). «Cuadernos de Historia Jerónimo Zurita, 51-52». Pergaminos aragoneses del fondo Sástago. Consultado el 14 de marzo de 2014.
6. ↑  Giunta, F. (1961). Alagona (Artale, Blasco il vecchio, Blasco il giovane) (en italiano). Dizionario Biografico degli Italiani, vol. 3. Roma.